# Chasing Time
„Chasing Time” este un cântec a rapperiței Americane Azealia Banks pentru albumul de studio de debut Broke with Expensive Taste (2014). Acesta a fost lansat ca al treilea single de pe album pe data de 22 septembrie 2014, producția piesei a fost preluată de către Andrew "Pop" Wansel, în timp ce a fost scrisă de către Banks, Ronnie Colson, Warren Felder, Jonathan Harris, Steve Mostyn, Kelly Sheehan și Wansel. Liric, piesa descrie recuperarea lui Banks de la o despărțire. "Chasing Time" a primit recenzii pozitive din partea criticilor de muzică, cu Mike Wass de la Idolator comentând că piesa a inclus un "refren planar". Pentru a promova single-ul, Banks a lansat un videoclip pentru "Chasing Time" pe data de 13 noiembrie 2014, care a fost produs de Nina Dluhy-Miller și regizat de Marc Klasfeld. Pentru a promova piesa mai departe, Banks a organizat un concurs în care ea a cerut producătorilor în devenire să prezinte remixuri pentru "Chasing Time", iar câștigătorul să primeasca 10.000$. Pitchfork Media a inclus piesa în lista lor de "The 100 Best Tracks of 2014".

## Lista pieselor
- Digital download[2]

1. "Chasing Time" (Explicit) — 3:30
2. "Chasing Time" (Clean) — 3:30

## Clasamente
| Clasament (2014-15)                    | Poziție maximă |
| -------------------------------------- | -------------- |
| Japonia (Japan Hot 100)                | 48             |
| Statele Unite ale Americii (Billboard) | 12             |

## Datele lansărilor
| Țară             | Dată               | Format              | Casă de discuri       | Ref.  |
| ---------------- | ------------------ | ------------------- | --------------------- | ----- |
| La nivel mondial | 22 septembrie 2014 | Descărcare digitală | Azealia Banks Records | [ 3 ] |